# Liste der Bodendenkmäler in Hausen bei Würzburg
Auf dieser Seite sind die Bodendenkmäler in der unterfränkischen Gemeinde Hausen bei Würzburg zusammengestellt. Diese Tabelle ist eine Teilliste der Liste der Bodendenkmäler in Bayern. Grundlage ist die Bayerische Denkmalliste, die auf Basis des Bayerischen Denkmalschutzgesetzes vom 1. Oktober 1973 erstmals erstellt wurde und seither durch das Bayerische Landesamt für Denkmalpflege geführt wird. Die folgenden Angaben ersetzen nicht die rechtsverbindliche Auskunft der Denkmalschutzbehörde.

## Bodendenkmäler in Hausen bei Würzburg
| Lage       | Objekt                                                                                       | Akten-Nr.     | Bild |
| ---------- | -------------------------------------------------------------------------------------------- | ------------- | ---- |
| (Standort) | Grabhügel vorgeschichtlicher Zeitstellung, u. a. mit Bestattungen der Hallstattzeit.         | D-6-6025-0029 |      |
| (Standort) | Grabhügel vorgeschichtlicher Zeitstellung, u. a. mit Bestattungen der mittleren Bronzezeit.  | D-6-6025-0030 |      |
| (Standort) | Siedlung der Linearbandkeramik, des Mittel- und des Jungneolithikums sowie Siedlung          | D-6-6026-0013 |      |
| (Standort) | Siedlung der Urnenfelderzeit.                                                                | D-6-6026-0133 |      |
| (Standort) | Grabhügel vorgeschichtlicher Zeitstellung, u. a. mit Bestattungen der Hallstattzeit.         | D-6-6026-0147 |      |
| (Standort) | Mittelalterlicher ebenerdiger Ansitz.                                                        | D-6-6026-0148 |      |
| (Standort) | Siedlung des Alt- und des Mittelneolithikums und der Urnenfelderzeit.                        | D-6-6026-0149 |      |
| (Standort) | Siedlung des Alt- und Mittelneolithikums sowie der Urnenfelderzeit und Bestattungsplatz      | D-6-6026-0150 |      |
| (Standort) | Grabhügel vorgeschichtlicher Zeitstellung.                                                   | D-6-6026-0152 |      |
| (Standort) | Grabhügel vorgeschichtlicher Zeitstellung.                                                   | D-6-6026-0153 |      |
| (Standort) | Siedlung der Linearbandkeramik und des Mittelneolithikums.                                   | D-6-6026-0155 |      |
| (Standort) | Siedlung der Linearbandkeramik, des Mittelneolithikums, des Jungneolithikums                 | D-6-6026-0166 |      |
| (Standort) | Siedlung vor- und frühgeschichtlicher Zeitstellung.                                          | D-6-6026-0167 |      |
| (Standort) | Siedlung der Linearbandkeramik, des Mittelneolithikums und der Hallstattzeit.                | D-6-6026-0168 |      |
| (Standort) | Siedlung des Mittelneolithikums und verebnete vorgeschichtliche Grabhügel.                   | D-6-6026-0171 |      |
| (Standort) | Siedlung des Mittelneolithikums.                                                             | D-6-6026-0189 |      |
| (Standort) | Siedlung des Endneolithikums, der Urnenfelderzeit und der Hallstattzeit.                     | D-6-6026-0195 |      |
| (Standort) | Siedlung der späten Urnenfelder- und frühen Hallstattzeit.                                   | D-6-6026-0197 |      |
| (Standort) | Siedlung der Urnenfelderzeit, der Späthallstatt-/Frühlatènezeit und der jüngeren Latènezeit. | D-6-6026-0198 |      |
| (Standort) | Siedlung der Urnenfelderzeit und der Hallstattzeit.                                          | D-6-6026-0199 |      |
| (Standort) | Siedlung des Mittelneolithikums, der frühen und jüngeren Latènezeit.                         | D-6-6026-0202 |      |
| (Standort) | Siedlung des Neolithikums.                                                                   | D-6-6026-0212 |      |
| (Standort) | Siedlung der Urnenfelderzeit.                                                                | D-6-6026-0213 |      |
| (Standort) | Siedlung der Linearbandkeramik.                                                              | D-6-6026-0214 |      |
| (Standort) | Siedlung der jüngeren Latènezeit.                                                            | D-6-6026-0218 |      |
| (Standort) | Vorgeschichtliche Siedlung.                                                                  | D-6-6026-0246 |      |
| (Standort) | Viereckschanze der späten Latènezeit.                                                        | D-6-6026-0303 |      |
| (Standort) | Archäologische Befunde im Bereich der frühneuzeitlichen Kath. Pfarrkirche St. Wolfgang       | D-6-6026-0317 |      |
| (Standort) | Archäologische Befunde im Bereich der frühneuzeitlichen Kath. Wallfahrtskirche               | D-6-6026-0318 |      |
| (Standort) | Archäologische Befunde im Bereich der frühneuzeitlichen Kath. Pfarrkirche St. Ottilie        | D-6-6026-0319 |      |
| (Standort) | Archäologische Befunde im Bereich der frühneuzeitlichen ehem. Kath. Kirche St. Alban         | D-6-6026-0324 |      |